# Anthidium caspicum
Anthidium caspicum är en biart som beskrevs av Morawitz 1880. Anthidium caspicum ingår i släktet ullbin, och familjen buksamlarbin. Inga underarter finns listade i Catalogue of Life.